# Apomecyna latefasciata
Apomecyna latefasciata es una especie de escarabajo longicornio del género Apomecyna, subfamilia Lamiinae. Fue descrita científicamente por Quedenfeldt en 1885.
Se distribuye por Angola, Camerún, Etiopía, Kenia, Malaui, Mozambique, Namibia, República Centroafricana, República Democrática del Congo, República Sudafricana, Somalia, Tanzania, Chad, Togo, provincia del Transvaal y Zimbabue. Posee una longitud corporal de 11-13 milímetros. El período de vuelo de esta especie ocurre en los meses de enero, febrero, marzo, abril y junio.

## Sinonimia
- Apomecyna albopicta Pascoe, 1886.[2]